# Gobius leucomelas
Gobius leucomelas — вид риб з родини бичкових (Gobiidae). Демерсальний, тропічний морський вид риби. Поширений виключно у Червоному морі біля берегів Еритреї.